# Sky Supercalcio
Sky Supercalcio  era un canale televisivo edito da Sky Sport e Sky Italia 
Sky Supercalcio 
Stato.                 Italia 
Lingua.           Italiano 

Sostituito da        Sky Sport Serie a
1. ↑   Andrea Giusti, Dieter Steiner e Walter Gasparetto, Kollaborative Robotik – Maschinelles Lernen durch Imitation, in Industrie 4.0 Management, vol. 2019, n. 3, 11 giugno 2019,  pp. 43–46, DOI:10.30844/i40m_19-3_s43-46. URL consultato il 18 agosto 2025.